# Nírito Óros
Nírito Óros är ett berg i Grekland.   Det ligger i regionen Joniska öarna, i den sydvästra delen av landet, 270 km väster om huvudstaden Aten. Toppen på Nírito Óros är 709 meter över havet. Nírito Óros ligger på ön Ithaka.
Terrängen runt Nírito Óros är kuperad. Havet är nära Nírito Óros västerut.  Närmaste större samhälle är Itháki, 7,5 km sydost om Nírito Óros. 